# Бергхофер, Гериберт
Гериберт Бергхофер (нем. Heribert Berghofer, годы жизни неизвестны) — австрийский шахматист.
Чемпион Австрии 1931 г. (поделил 1—2 места с К. Палдой). Серебряный призер чемпионата Австрии 1950 г.
Сведения о биографии шахматиста крайне скудны. В базах есть только две партии, которые он сыграл в 1943 г. в побочном соревновании международного турнира в Вене (победа над Л. Вацлем и поражение от Х. Рёпшторффа).

## Спортивные результаты
| Год  | Город   | Соревнование                           | + | − | = | Результат | Место |
| ---- | ------- | -------------------------------------- | - | - | - | --------- | ----- |
| 1931 | Брегенц | Чемпионат Австрии                      |   |   |   |           | 1—2   |
| 1943 | Вена    | Международный турнир (побочный турнир) |   |   |   |           |       |
| 1950 | Мельк   | Чемпионат Австрии                      |   |   |   | ?? из 15  | 2     |